# 半颈环歌百灵
半颈环歌百灵（学名：Certhilauda semitorquata），是百灵科的一种，分布于莱索托、南非和斯威士兰。该物种的保护状况被评为无危。
半颈环歌百灵的平均体重约为39.0克。栖息地为亚热带或热带的（低地）干草原。